# Tajuria thydia
Tajuria thydia är en fjärilsart som beskrevs av Robert Christopher Tytler 1915. Tajuria thydia ingår i släktet Tajuria och familjen juvelvingar. Inga underarter finns listade i Catalogue of Life.

## Bildgalleri

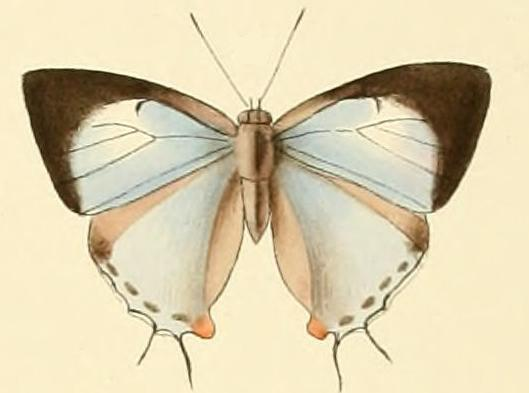